# غيل هاريس
غيل هاريس (بالإنجليزية: Gail Harris)‏ هو لاعب كرة قاعدة أمريكي، ولد في 15 أكتوبر 1931 في أبينغدون في الولايات المتحدة، وتوفي في 14 نوفمبر 2012 في غينسفيل في الولايات المتحدة.

## وصلات خارجية
- غيل هاريس على موقعبيزبول رفرنس.كوم (الدوري الرئيسي) (الإنجليزية)
- غيل هاريس على موقعبيزبول رفرنس.كوم (الدوري الثانوي) (الإنجليزية)
- غيل هاريس على موقع مشجعي الرسوم البيانية (الإنجليزية)